# Robert Pfitscher
Robert Pfitscher (* 25. Oktober 1954 in Innsbruck) ist ein ehemaliger österreichischer Boxer und Olympiateilnehmer von 1980. Er ist der Sohn des Boxers Franz Pfitscher.
Robert Pfitscher war während seiner Wettkampfkarriere rund 1,86 m groß und boxte beim ESV Innsbruck. Er wurde 1977 und 1978 Österreichischer Meister im Halbmittelgewicht, sowie 1979, 1980, 1981 und 1982 Österreichischer Meister im Mittelgewicht.
Bei den Europameisterschaften 1977 in Halle, verlor er im Achtelfinale gegen den späteren Vizeeuropameister Markus Intlekofer aus Deutschland. Im Oktober 1978 erreichte er den zweiten Platz beim Tammer Turnier in Finnland, hatte jedoch bei den Europameisterschaften 1979 in Köln wieder Auslosungspech und verlor erneut im Achtelfinale gegen den späteren Europameister Tarmo Uusivirta aus Finnland.
Im April 1980 errang er den dritten Platz beim Box-Am-Turnier in Spanien und nahm an den 22. Olympischen Spielen in Moskau teil, wo er im Achtelfinale gegen den späteren Silbermedaillengewinner Wiktor Sawtschenko aus der Sowjetunion ausschied. Auch bei den Europameisterschaften 1981 in Tampere, unterlag er im Achtelfinale gegen den späteren Europameister Juri Torbek aus der Sowjetunion.
1983 startete er eine kurze Profikarriere unter dem niederländischen Promoter Henk Ruhling (* 1920; † 2010). Nach drei Aufbausiegen verlor er erstmals nach Punkten gegen den Italiener Giovanni Marchesini. Nach einer im Oktober 1986 folgenden K.-o.-Niederlage in der ersten Runde gegen Europameister Pedro van Raamsdonk und einer weiteren K.-o.-Niederlage in der zweiten Runde gegen Salvatore Di Salvatore, beendete er seine Karriere.